# Бондаренко, Николай Фёдорович
Николай Фёдорович Бондаренко (7 июня 1903, Полтавская губерния, Российская империя — ????) — советский оператор, режиссёр и сценарист документального и художественного кино.

## Биография
Родился 7 июня 1903 года на Полтавщине. Поступил и окончил реальное училище. Трудился в органах ГПУ. Начиная с 1927 года работал оператором и режиссёром-документалистом. В 1940-х годах вошёл в состав Алма-Атинской студии кинохроники в качестве режиссёра, также написал ряд сценариев для художественного кинематографа. Дальнейшая судьба неизвестна.

### Личная жизнь
Николай Бондаренко женился на Ольге Уфимцевой, которая взяла фамилию супруга и работала вместе с ним на Алма-Атинской студии кинохроники в качестве редактора.

## Фильмография

### Сценарист
- 1957 — Случай в пустыне
- 1962 — Перекрёсток